# Чистоводовское водохранилище
Чистоводовское водохранилище (укр. Чистоводівське водосховище) — небольшое русловое водохранилище на Мокром Изюмце (левый приток Северского Донца). Расположено в Изюмском районе Харьковской области Украины. Построено в 1967 году. Назначение — орошение, рыборазведение, рекреация. Вид регулирования — сезонное.

## Основные параметры водохранилища
- Нормальный подпорный уровень — 99,0 м;
- Форсированный подпорный уровень — 100,2 м;
- Уровень мёртвого объёма — 97,0 м;
- Полный объём — 1,724 млн м³;
- Полезный объём — 1,031 млн м³;
- Площадь зеркала — 83 га;
- Длина — 3,5 км;
- Средняя ширина — 0,24 км;
- Максимальные ширина — 0,5 км;
- Средняя глубина — 2,1 м;
- Максимальная глубина — 3,2 м.

## Основные гидрологические характеристики
- Площадь водосборного бассейна — 103 км².
- Годовой объём стока 50 % обеспеченности — 3,15 млн м³.
- Паводковый сток 50 % обеспеченности — 2,15 млн м³.
- Максимальные расходы воды 1 % обеспеченности — 34 м³/с.

## Состав гидротехнических сооружений
- Глухая земляная плотина длиной 585 м, шириной 10 м, высотой 8,1 м.
- Шахтный водосброс из монолитного железобетона высотой 4,6 м, размерами 2,2×2,2 м.
- Водоотводная труба из монолитного железобетона размерами 2,2×2,2 м, длиной 36 м.
- Донный водоспуск из стальной трубы диаметром 600 мм, оборудован защёлкой.

## Использование водохранилища
Водохранилище было построено для орошения в колхозе «Чистоводовский» Изюмского района. Одновременно использовалось совместно с Изюмским межхозяйственным предприятием по разведению рыбы. В настоящее время используется для рыборазведения.